# Ultramarines (comics)
Pour les articles homonymes, voir Ultramarines.
Les Ultramarines, ou Corps International des Ultramarines (International Ultramarine Corps or Ultramarine Corps), est une équipe de super-héros créée par Grant Morrison, Val Semeiks, Prentis Rollins et par Howard Porter (pour certains personnages dans le comics JLA) dans DC One Million #2 en novembre 1998 pour l'Univers DC.

## Histoire
À l'origine le groupe comprenait :
- Warmaker Un (Warmaker One), alias Scott Sawyer, qui vole, est très bien armé, et n'a plus de corps sous son armure. C'est le chef du groupe.
- 4-D, Lea Corbin, dépasse les limites tridimensionnelles, peut se réduire à deux dimensions, ou utiliser les forces de la quatrième.
- Glob (ou Flow), Dan Stone, doté d'un corps totalement liquide, dont il contrôle chaque molécule qui sont toutes intelligentes.
- Pulse 8, John Wether, sa structure atomique vibre à l'unisson du champ harmonique.

Ces 4 là formaient les Ultramarines originaux qui apparaissent dans JLA # 24 à 26 (traduits dans les n°8 et 9 de la revue JLA de Semic). Il s'agissait de militaires manipulés par un de leurs supérieurs, le Général Eiling, qui leur a fait acquérir artificiellement ces pouvoirs pour lutter contre les héros de la JLA. En réalité, Eiling se servait des Ultramarines pour éliminer les membres de la JLA et les occuper tandis qu'il transférait son esprit de son corps malade à celui du Shaggy Man, quasiment invincible et doté d'une force herculéenne.
Les Ultramarines ont fini par comprendre qu'ils étaient manipulés et se sont joints à la League contre celui qui se faisait appeler tout simplement le Général. Ils ont par la suite pris leur indépendance et se sont établis à Superbia, une ville flottante, n'hésitant pas à tuer leurs ennemis.
Plusieurs héros les ont rejoints par la suite, tels que :
- Vixen, une héroïne africaine qui invoque les pouvoirs des animaux.
- Le Chevalier et l'Écuyer (Knight et Squire), qui sont les descendants des membres du même nom du Club of Heroes qui rassemblait des héros du monde entier inspiré de Batman, avec le Gaucho (Argentine), le Legionnary (Italie), La Musketeer (France).

Ils sont réapparus dans JLA : Classified #1 à 3, sous la plume de leur créateur. Leur équipe y est contrôlée par Gorilla Grodd, qui se sert d'eux pour attaquer l'humanité. Libérés par la Justice League, les héros, ayant perdu toute crédibilité, sont envoyés protéger l'univers enfant de Qwewq, un univers sans super-héros.